# Trichostomum nordenskioeldii
Trichostomum nordenskioeldii là một loài rêu trong họ Pottiaceae. Loài này được Schimp. mô tả khoa học đầu tiên năm 1870.